# بامبوتوس
بامبوتوس (به لاتین: Bamboutos) یک منطقهٔ مسکونی در کامرون است که در منطقه غرب (کامرون) واقع شده‌است. بامبوتوس ۱٬۱۷۳ کیلومتر مربع مساحت و ۲۳۴٬۶۰۰ نفر جمعیت دارد و ۲٬۵۳۹٫۰۱ متر بالاتر از سطح دریا واقع شده‌است.